# 毛沢東著作選
『毛沢東著作選』（もうたくとうちょさくせん）は1960年、中国共産党中央委員会で出版された毛沢東の1921年から1965年までの著作68編が収められている書籍集。

## 解説
甲種本と乙種本を出版した。
1986 年、中国共産党中央委員会文献研究室は、再編集して甲種本と乙種本を出版した。
日本語版は、毛沢東著作選読編集委員会が編集した『毛沢東著作選読（甲種本）』（1965年4月 第2版）を翻訳したものが、外文出版社から出版された。